# Rezerwat przyrody Rogalice
Rezerwat przyrody Rogalice – rezerwat przyrody w gminie Lubsza, w powiecie brzeskim, w województwie opolskim. Znajduje się na północny wschód od wsi Rogalice, na terenie Stobrawskiego Parku Krajobrazowego oraz obszaru Natura 2000 „Lasy Barucickie”.
Został powołany Zarządzeniem Ministra Leśnictwa i Przemysłu Drzewnego z 20 czerwca 1969 roku (M.P. z 1969 r. nr 36, poz. 290). Zajmuje powierzchnię 6,06 ha (akt powołujący podawał 6,65 ha). Według aktu powołującego, rezerwat utworzono w celu zachowania ze względów naukowych i dydaktycznych drzewostanu olszy czarnej naturalnego pochodzenia.
Na terenie rezerwatu stwierdzono obecność 106 gatunków roślin naczyniowych, 6 z nich objętych jest ochroną (stan na 2012 rok): wawrzynek wilczełyko, kopytnik pospolity, kruszyna pospolita, przytulia wonna, bluszcz pospolity i barwinek pospolity. W granicach obszaru chronionego gniazduje bielik.
Rezerwat znajduje się w obrębie leśnym Lubsza, leśnictwie Rogalice, w oddziale 138-h (Nadleśnictwo Brzeg). Nadzór sprawuje Regionalny Konserwator Przyrody w Opolu. Obszar rezerwatu podlega ochronie czynnej.